# Albizia versicolor
Albizia versicolor är en ärtväxtart som beskrevs av Daniel Oliver. Albizia versicolor ingår i släktet Albizia och familjen ärtväxter. Inga underarter finns listade i Catalogue of Life.